# Janko Markič
Janko Markič (1913, Koper - u. 2002, Maribor), slovenski politik, predsednik mariborskega mestnega sveta in predsednik občine Maribor Center.

## Družbeno delovanje
Leta 1951 je postal predsednik ponovno ustanovljenega Turističnega društva Maribor. Že naslednje leto je društvu uspelo urediti v Mestnem parku, v nekdanji Park kavarni, poznejši otroški mlečni restavraciji, akvarij in otroško igrišče s kopališčem. Leta 1952 so po zaslugi društva odprli v Mestnem parku tudi promenado, nekaj let kasneje »Tihi gaj« za upokojence v delu Mestnega parka.
Janko Markič je leta 1963 postal predsednik mestnega sveta Maribor. Dolžnost je opravljal do leta 1964.
Janko Markič je bil tudi predsednik nekdanje občine Maribor – Center.
Leta 1976 je bil za svoje delovanje v Mariboru nagrajen s srebrnim grbom mesta Maribor.
Umrl je marca leta 2002.